# Sok (kleding)
Een sok is een kledingstuk dat aan de voet gedragen wordt. De sok beschermt de voet tegen de kou, maar ook tegen de wrijving die wordt veroorzaakt door de schoen. Doordat de sok de voet beschermt tegen de wrijving in de schoen heeft iemand die sokken draagt ook minder last van blaren. Een normale sok komt net over de enkel. Als hij langer wordt, spreekt men in Nederland van kniekous of kous. Er zijn ook sokken die onder de enkel zitten, deze heten enkelsokjes. Sokken worden als paar gedragen.